# Атлетика на Летњим олимпијским играма 1900 — скок мотком за мушкарце
Такмичење у дисциплини скок мотком за мушкарце, на Олимпијским играма 1900. у Паризу одржано је 15. јула 1900. Учествовало је осам такмичара из пет земаља.
Американци су протестовали због заказивања такмичења у недељу када, део америчких спортиста из верских разлога није могло да учествује. Пошто Французи нису попустили, америчка екипа је остала без тројице фаворита у овој дисциплини. Део амертичке екипе која је учествовала успела је освојити прва два места.

## Земље учеснице
- Норвешка (1}
- Француска (1)
- Мађарска (1)
- Шведска (3)
- САД (2)

## Рекорди пре почетка такмичења
| Најбољи резултат на свету | 3,62* | Рејмонд Клап | САД | Чикаго, САД  | 16. јуни 1898.  |
| Олимпијски рекорд         | 3,30  | Велс Хојт    | САД | Атина, Грчка | 10. април 1896. |

- незванично. Светски рекорди се воде од 1912. године.

## Победници
|                    |                    |                               |
| Ирвинг Бакстер САД | Мередит Колкет САД | Карл Алберт Андерсен Норвешка |

## Нови рекорди после завршетка такмичења
| Олимпијски рекорд | = 3,30 | Ирвинг Бакстер | САД | Париз, Француска | 15. јули 1900. |

Ирвинг Бакстер је изједначио олимпијски рекорд.

## Резултати
15. јули
| Пласман | Такмичар             | Земља     | Резултат   |
| ------- | -------------------- | --------- | ---------- |
|         | Ирвинг Бакстер       | САД       | 3,30 м =ОР |
|         | Мередит Колкет       | САД       | 3,25 м     |
|         | Карл Алберт Андерсен | Норвешка  | 3,20 м     |
| 4       | Емил Гонтје          | Француска | 3,10 м     |
| 4       | Јакаб Каушер         | Мађарска  | 3,10 м     |
| 4       | Ерик Леминг          | Шведска   | 3,10 м     |
| 7       | Карл Штаф            | Шведска   | 2,80 м     |
| 8       | Аугуст Нилсон        | Шведска   | 2,60 м     |